# Yutazinsky (distrito)
Yutazinsky (em russo:  Ютазинский райо́н; em tártaro:  Ютазы районы) é um distrito do Tartaristão, uma das repúblicas da Rússia.